# 開源硬件

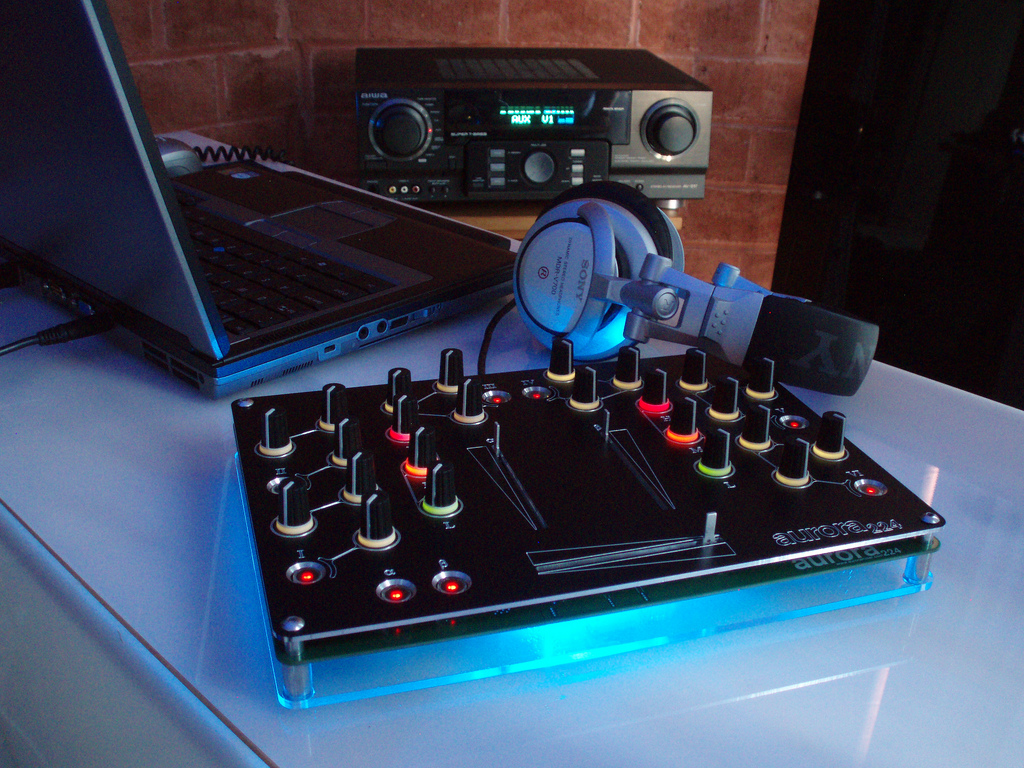
Aurora 224 ： 兩频道开源DJ调音电位器帶有24个模拟电位器、3个线性滑块和8個带LED反馈的按钮。

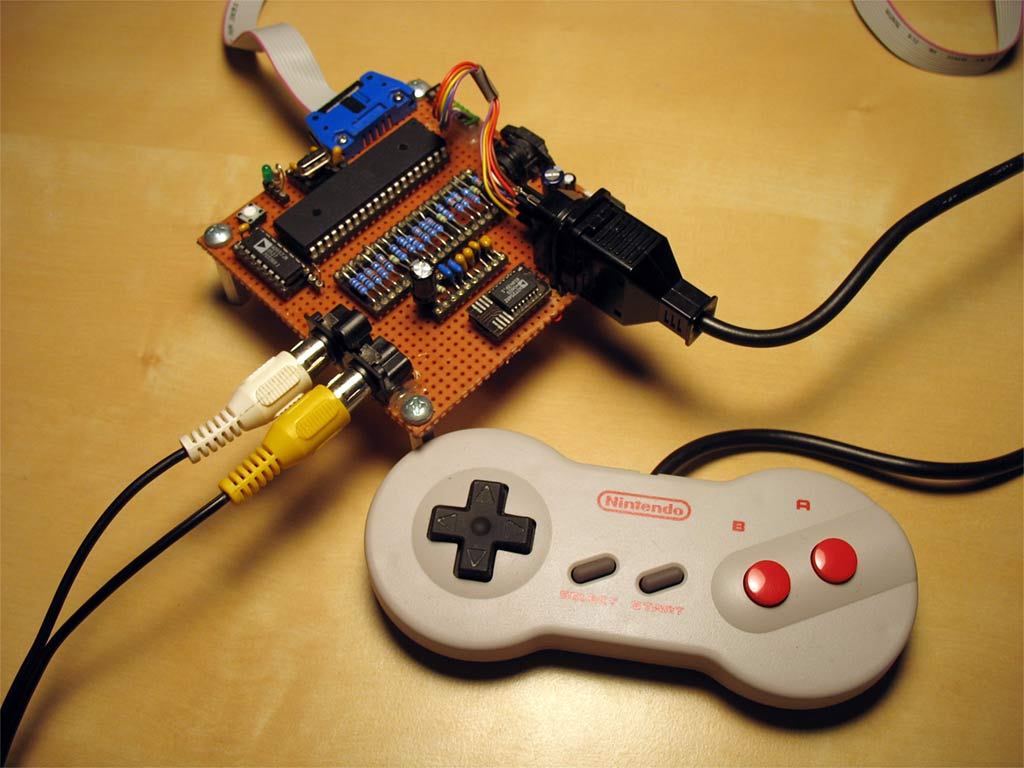
Uzebox是一個开放式设计的遊戲機控制台

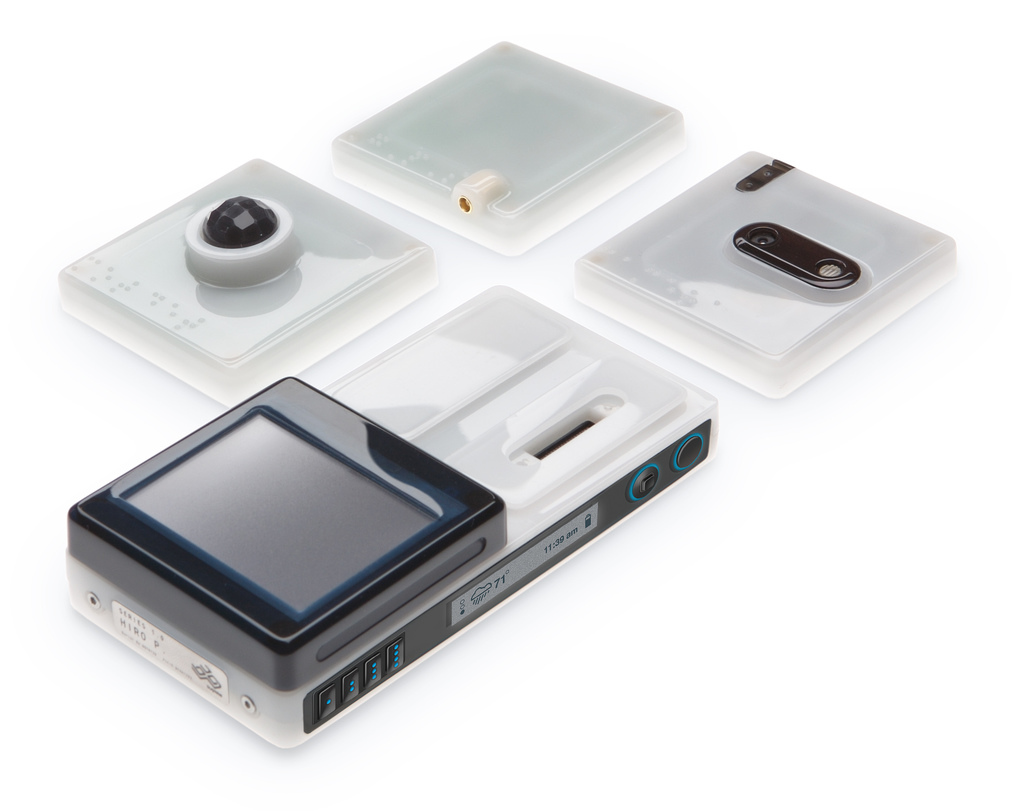
Bug Labs开源硬件

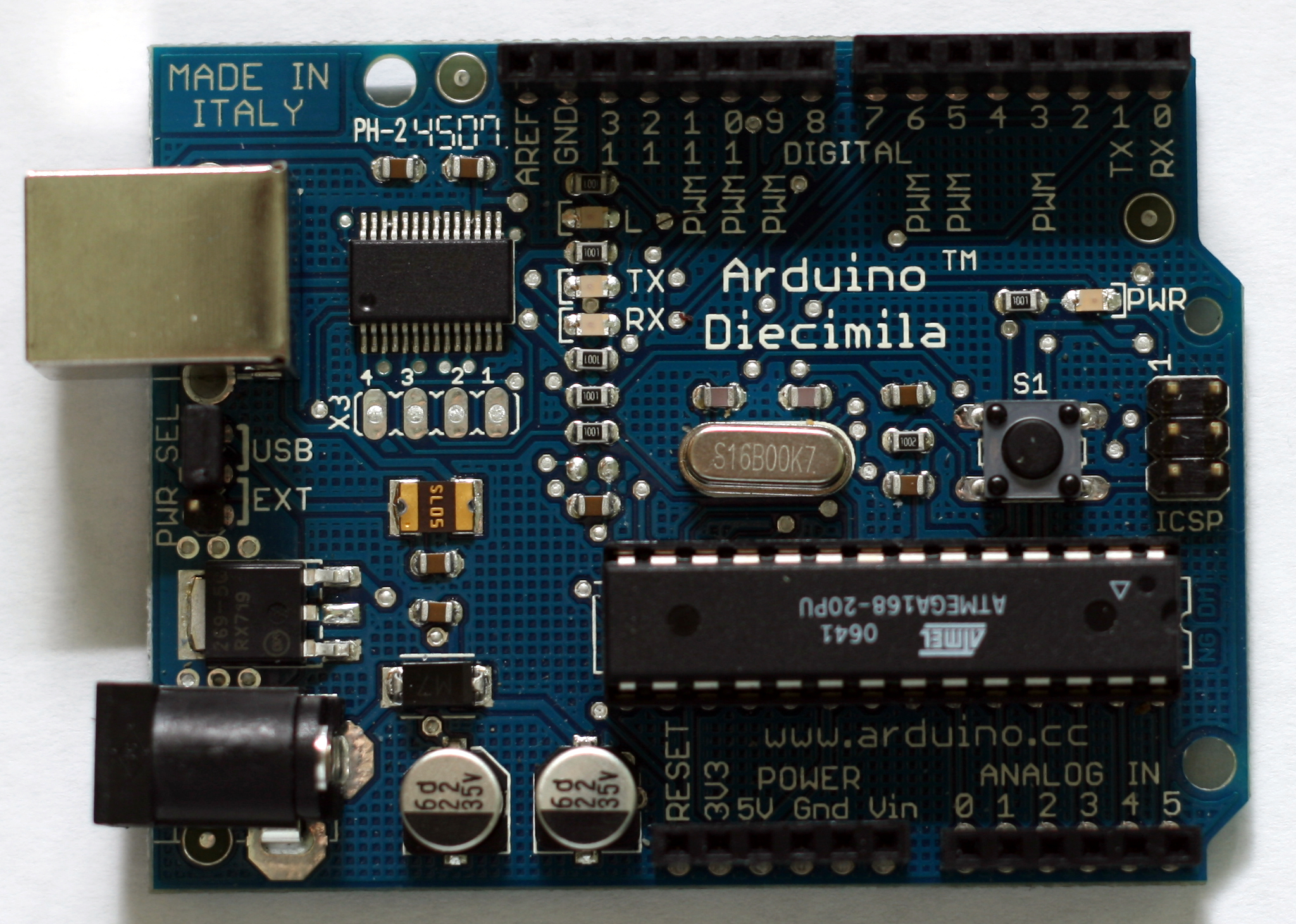
The Arduino Diecimila

開源硬體，指與自由及開放原始碼軟體相同方式設計的計算機及電子硬體。開源硬體開始考慮對軟體以外的領域開源，是開源文化的一部分。
這個詞主要是用來反映自由釋放詳細信息的硬體設計，如電路圖、材料清單和電路板布局數據，通常使用開源軟體來驅動硬體。
共享邏輯設計連同可程式邏輯器件之重構，也是一種形式的開源硬體。 硬體描述語言代碼的共享代替共享電路圖。硬體描述語言通常用於系統晶片系統，也用於元件可程式邏輯閘陣列或直接在專用集成電路中設計。當分配時叫做硬體描述語言模塊或IP cores 。

## 許可證
一些開放源碼硬體項目只需使用現有的開放源碼軟體之許可證而不是建立一套新的許可證。
除了現有的軟體許可證，有幾個新的許可證已經被提出；這些許可之目的是解決具體的硬體設計問題。

在這些許可證裡，許多基本原則體現在「移植」到其對應的硬體項目之開源軟體許可證。例如， Opencores 像 LGPL ；FreeCores 堅持 GPL ；開放的硬體基金會促進「著作權或其他寬容之許可證」；並且 Balloon Project 寫了自己的許可。 新的硬體許可證往往解釋為「硬體中等價」的一個眾所周知的開放源碼軟體之許可證，如 GPL 、 LGPL 或 BSD 。
儘管表面上有相似之處，但軟體許可、硬體許可證最根本不同是：其性質依靠專利法律，而不是版權法律。版權許可證可以控制分發的原始碼或設計文件，專利許可證可控制之使用和製造的物理設備內置之設計文件。這一區分在TAPR開放硬體許可證中明確提及。

### 值得注意的许可证
- TAPR 開放硬體許可證： John Ackermann 律師起草，開放源碼軟體社區領袖 Bruce Perens 和 Eric S. Raymond 審查，並在一個開放的社會討論由數百名志願人員討論
- Balloon 開放硬體許可證：在 Balloon Project 的所有項目中使用
- 雖然原始版本是軟體許可，OpenCores 鼓勵使用 LGPL
- Open Graphics Project 使用多種許可證，包括 MIT 許可證 、 GPL 和專有協議。[11]
- 硬體設計公共許可證：Opencollector.org 的管理員 Graham Seaman 所寫

## 開發
在使開源硬體可作為開源軟體已經發生了廣泛的討論。討論重點放在多個領域， 像開源硬體已定義的級別，如何在硬體之開發和作為一種可持續發展的模式進行合作。主要的分歧之一是發展開放源碼軟體和硬體開發開放源碼硬體之結果是有形資產之輸出，這需要資金、原型和製造。結果，「開源是自由的，而不是免費的」。更多的正式名稱叫做 Gratis versus Libre ，區分在零成本、自由使用和修改信息之想法之間。雖然開源硬體面臨在降低成本和減少金融風險上面臨最大限度的挑戰，一些項目之開發商、一些社會成員提出了這些滿足需求之模式。鑒於此，有建立可持續的社會籌資機制措施，如開源硬體中央銀行和像 KiCAD 的工具，發展更容易獲得更多的用戶之示意圖。

## 計算機系統
- PC532 - 1990 年基於 NS32532 微處理器設計的個人電腦
- ECB AT91 - 基於Atmel AT91RM9200 ARM9 信息處理器 (180 MHz)的單板計算機
- ECB ATmega32/644 - 基於 Atmel ATmega32/644 (20 MHz) 單板計算機，網路伺服器性能和少於 100mA 的電源消耗
- Simputer - 針對發展中國家的掌上電腦

## 業餘無線電
- Homebrew D-STAR Radio
- Universal Software Radio Peripheral

## 電腦零件

### 中央處理器
這是一些「開源硬體」中央處理器，軟微處理器之典型。
- OpenSPARC 是一个 Sun Microsystems 貢獻了 UltraSPARC T1 和 UltraSPARC T2 multicore 處理器設計之開放源碼之處理器項目 。
- OpenRISC 是一個開發者工作產生非常高性能的開源 RISC 中央處理器 。
- LEON 是一個 ESA 創建的開源 SPARC-like 的開源32位中央處理器。是歐洲太空業標準中央處理器。
- OpenCores 是一個基金會，試圖形成一個設計師社區，以支持開源核心（邏輯設計）之處理器、外圍設備和其他設備。 OpenCores 維持一個叫做 Wishbone 的開放源碼之晶片上互連匯流排規範要求 。

一些包括中央處理器之設計：
- Arduino 是一個開源物理計算平台，基於簡單的 I/O 板和開發環境，實現了開放源碼 Processing Processing 語言。
- Freeduino 是一個是一個平台源自 Arduino 的電子產品原型
- ASoC （晶片上的 ALSA 系統）
- PLAICE - PLAICE 是一種為開發一個功能強大的在線開發工具開放原始碼之硬體和軟體項目，結合了 FLASH Programmer、Memory Emulator 和 High Speed Multi-Channel Logic Analyzer 之特點，運行uClinux。
- LaunchPad 是一個德儀處理器為基礎的開源平台。

### 顯示卡
- Open Graphics Project 目的是設計一個開放的架構和標準的顯示卡。

### 無線硬體
- OpenPattern[17] [18]

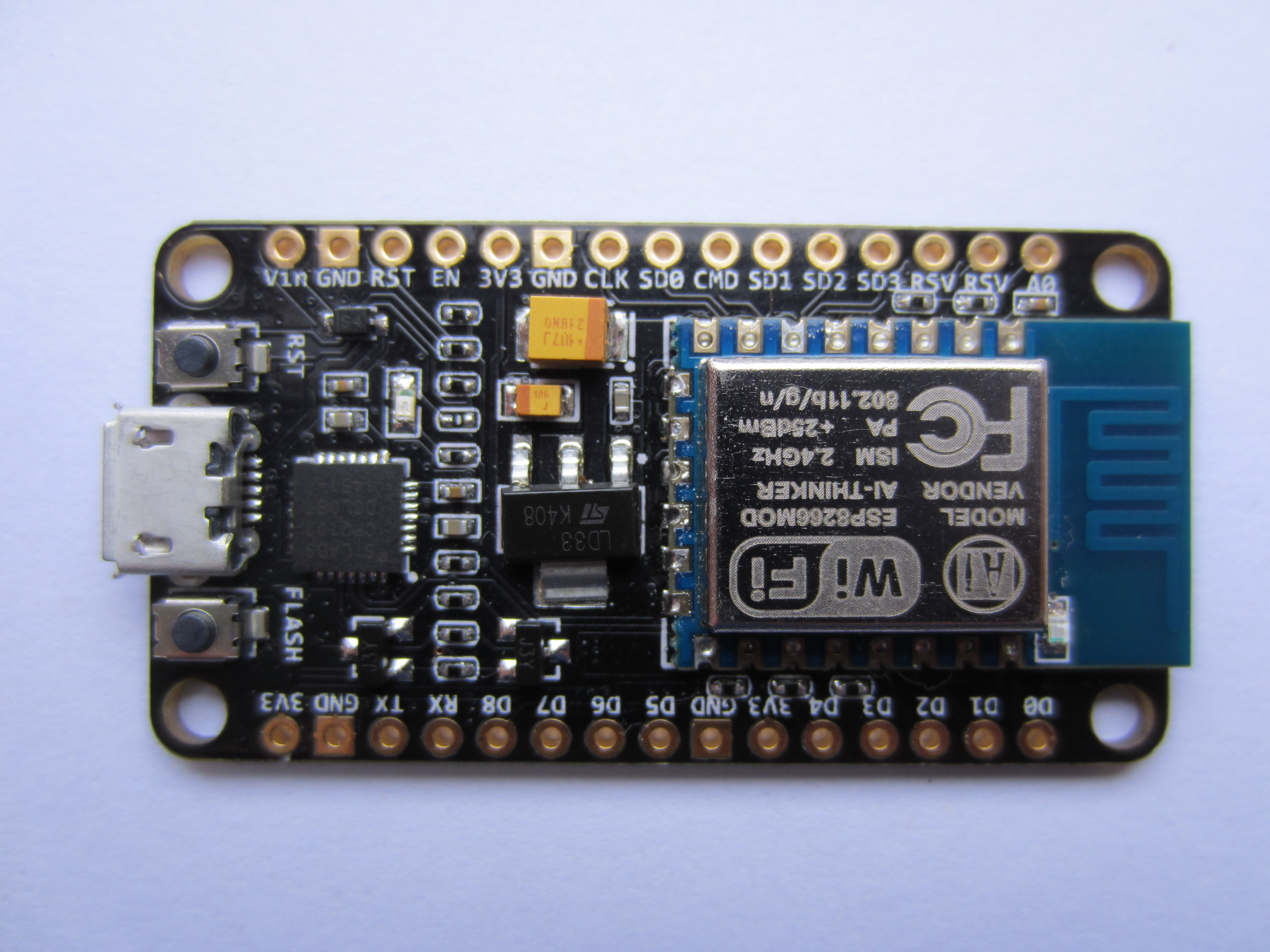
NodeMCU DEVKIT 0.9

- Sun SPOT 是一個為感測器網路和供電電池、無線通訊、嵌入式開發之開源硬體和軟體平台。
- NodeMCU 是一個使用Lua編程語言的開源物聯網平台[19]。

## 電話
- Openmoko - 開放手機框架（首先使用情況：First International Computer Neo FreeRunner 2008年中期公布）

## 機械和工具
- Multimachine （页面存档备份，存于） 是一個開源機床項目
- RepRap是一个开源的3D打印机项目

## 可再生能源
- SHPEGS: 一個經濟、環保、可擴展、可靠、高效率和獨立地使用公共建設材料之發電、收集和儲存熱能，綜合運用直接和間接之太陽能之系統
- 小型風力發電機組：為了幫助發展中國家人民和愛好者，一些項目已經開源，如 Jua Kali 風力發電機，Hugh Piggot's 風力發電機組，力場風力發電機組等。

## 機器人學
- e-puck mobile robot，一個开放的硬件，教育导向，移动机器人。
- RobotCub
- OpenRAVE
- The Humanoid Project

### 筆記本電腦案
- VIA OpenBook - VIA Technologies 外殼設計的超小型筆記本電腦

### 音響電子
- MIDIbox MIDIbox 項目是一個開源為MIDI像控制器、合成器、音序器之模塊化 DIY 硬體和軟體平台。
- Monome 40h - sixty-four backlit buttons 的一種可重構網格，通過USB介面使用。少量的第一批 500 monome 40h 已製作。所有的設計過程，設計規格，韌體和電路板原理圖，可在線查閱

### 其他
- Chumby - 周圍信息設備

## 家庭自动化
一系列的開放式設計硬體可用於家庭自動化 。

## 其他項目
- RONJA - 開源自由空間光學系統，在車庫中DIY ， 10兆位/秒的 full duplex/1.4 km
- LED Throwies - 非破壞性的塗鴉和光顯示。
- CUBIT 系統 - 開源之 multitouch 系統。